# Mausoléu de Qianling

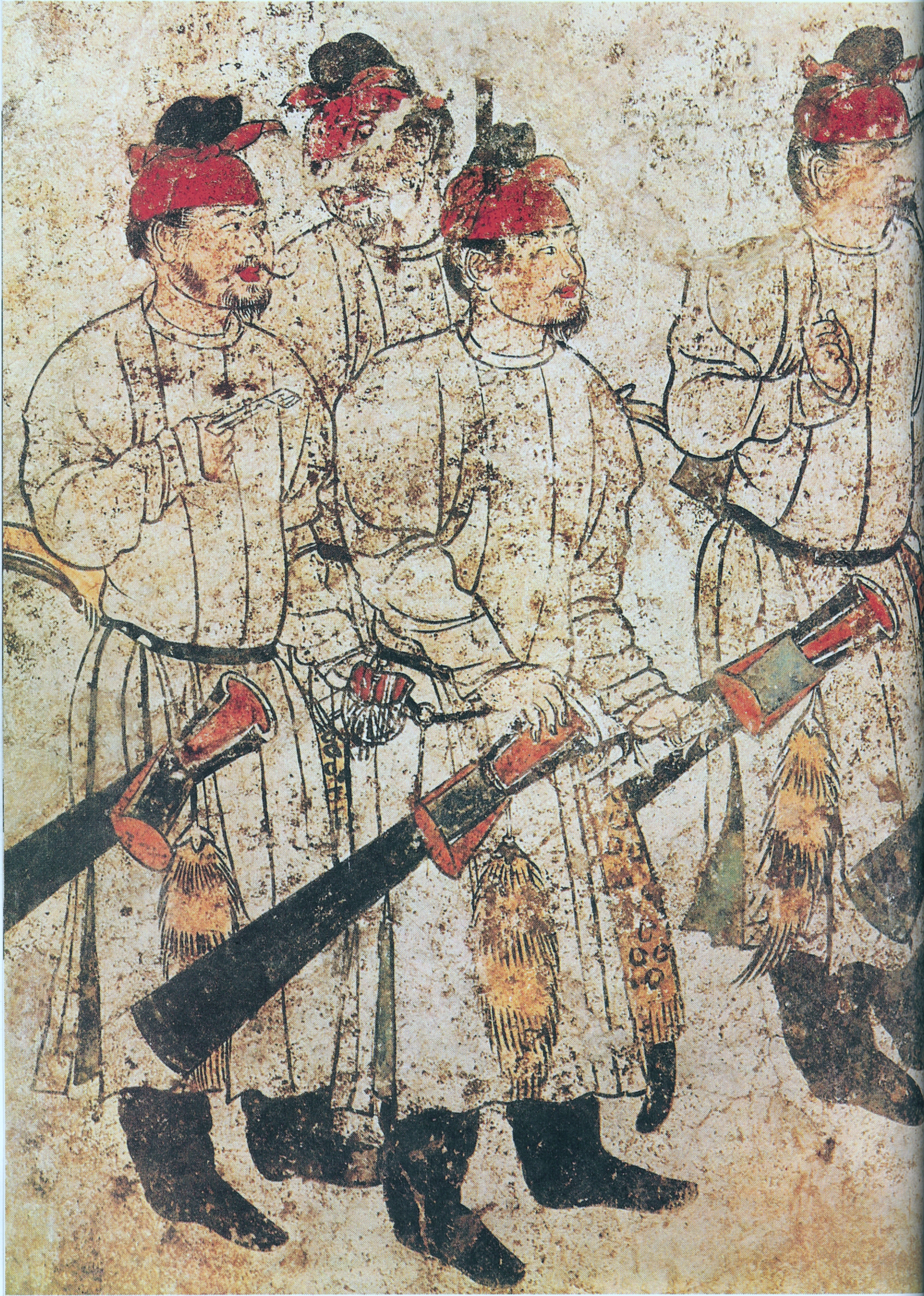
Figuras num cortejo, ilustradas num mural da parede do túmulo de Li Xian, datado de 706 EC; cada figura mede aproximadamente 1,6 m de altura.

O Mausoléu de Qianling (chinês tradicional: 乾陵, chinês simplificado: 乾陵, pinyin: Qiánlíng) é um tumba que remonta à Dinastia Tang (618–907), localizada em Qianxian, província de Shaanxi, China; 85 km a noroeste de Xian, antiga capital de Changan. O complexo funerário, construído em 684 (com construções adicionais até 706), reúne os túmulos de vários membros da família real Li, entre os quais se incluem os do Imperador Gaozong de Tang (r. 649–683), da sua esposa, do usurpador da Dinastia Zhou e da primeira e única imperatriz regente da China Wu Zetian (r. 690–705). O mausoléu ficou conhecido pelas suas múltiplas estátuas de pedra que remontam à Dinastia Tang e pelas pinturas murais que decoram as paredes subterrâneas das câmaras tumulares. Para além do tumulus principal e das tumbas subterrâneas de Gaozong e Wu Zetian, existem 17 pequenas tumbas anexas, denominadas de peizang mu. Atualmente, apenas cinco destas tumbas foram escavadas por arqueólogos, três das quais pertencentes a membros da família real, uma de um chanceler da China e outra de um general da guarda imperial.

## História

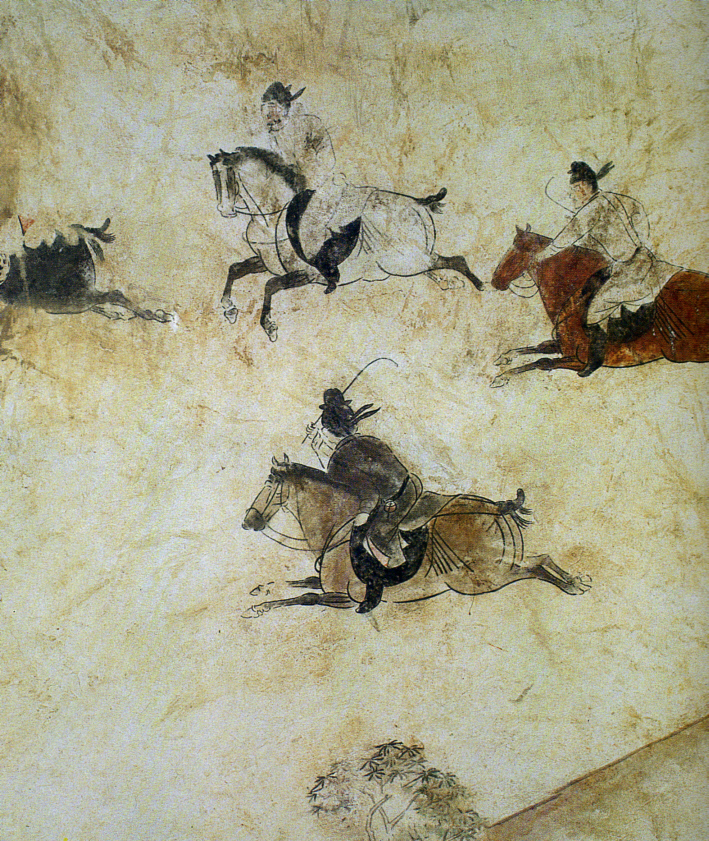
Detalhe na parede oeste de um corredor do túmulo de, Li Xián, mostrando "Jogadores de Polo no seu jogo"

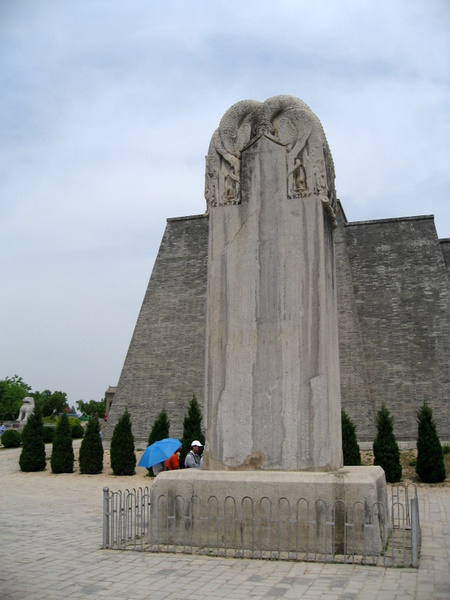
Esta estela de 3,6 metros de altura foi construída para homenagear Wu Zetian. Está localizada a oeste do Portão Fénix dentro do Mausoléu de Qianling. Ao contrário de outras estelas desse local, esta não possui qualquer inscrição. Pesa 98 toneladas e foi decorada com relevos de dragões e ostras.

O mausoléu do imperador Gaozong, morto em 683, foi concluído em 684. A 2 de julho de 706, Wu Zetian foi sepultada junto a Gaozong em Qianling. Nos túmulos do seu filho Li Xián (Príncipe Herdeiro Zhanghuai, 653–84), do seu neto Li Chongrun (Príncipe de Shao, homenageado postumamente como Príncipe Yide, 682–701) e da sua neta Li Xianhui (homenageada postumamente como princesa Yongtai, 684–701), epitáfios fúnebres da Dinastia Tang aduzem os mausoléus com inscrições das datas respetivas do enterro — em 706 — informando os historiadores a data precisa das estruturas e obras de arte dos túmulos. De facto, esta prática da utilização de epitáfios que documentam o nome do defunto, a data e o local da morte e sepultamento foi comum durante as dinastias Sui e Tang na família imperial e entre burocratas académicos. Tanto o Livro de Tang como o Novo Livro de Tang averbam que em 706 o filho de Wu Zetian, Imperador Zhongzong de Tang (r. 684, 705—710, pai de Li Chongrun e Li Xianhui e irmão de Li Xián) exonerou as vítimas dos expurgos políticos de Wu Zetian, proporcionando-lhes enterros dignos, inclusivamente aos príncipes e princesas acima mencionados. Para além das tumbas destes membros da família real, foram confirmadas outras duas pertencentes ao chanceler Xue Yuanchao (622–83) e ao general Li Jinxing.
As cinco tumbas adjacentes acima mencionadas foram abertas e escavadas na década de 1960 e inícios de 1970. Em março de 1995, foi organizada uma petição ao governo para angariar esforços para finalmente escavar as tumbas de Gaozong e Wu Zetian.

## Localização
O mausoléu está localizado no Monte Liang, a norte do rio Wei e a 1 049 metros acima do nível do mar. O terreno do complexo é flanqueado pelo Vale do Leopardo, a leste, e pelo Desfiladeiro de Areia (em inglês: Sand Canyon), a oeste. Apesar das mamoas que demarcam o sítio de cada sepultura, a maioria das estruturas tumulares estão soterradas. Os montículos tumulares dos cumes a sul são chamados de Naitoshan ou Colinas dos Mamilos (em inglês: Nipple Hills) — devido à sua aparência em forma de mamilos. Os Naitoshan, com torres erigidas sobre o topo de cada monte para acentuar o nome dos morros, serviam como uma espécie de "porta de entrada" para o Mausoléu Qianling. O principal monte tumular que se encontra no pico norte, é o maior dos montes e marca o local do enterro de Gaozong e Wu Zetian. A meio do cume a norte, os construtores do local cavaram um túnel de 61 metros de comprimento por 4 de largura na rocha da montanha, o qual conduz na direção ao interior das câmaras tumulares localizadas nas profundezas da montanha. Inicialmente, o complexo encontrava-se cercado por duas muralhas cujas ruínas foram recentemente descobertas, inclusive aquilo que outrora fez parte de quatro portarias das muralhas interiores. A muralha interna tinha 2,4 metros de espessura e um perímetro total de 5 920 metros que delimitava uma área trapezoidal de 240 000 m². Apenas algumas partes da muralha exterior foram encontradas. Durante a Dinastia Tang, centenas de casas residenciais cercavam Qianling, as quais eram habitadas por famílias que exerciam a manutenção dos jardins e dos edifícios do mausoléu. Vestígios de algumas dessas casas têm vindo a ser descobertos. Foram também desvendadas as fundações do edifício de madeira que compunha o salão de oferendas situado no portão sul da muralha interior do mausoléu.

## Caminho dos Espíritos

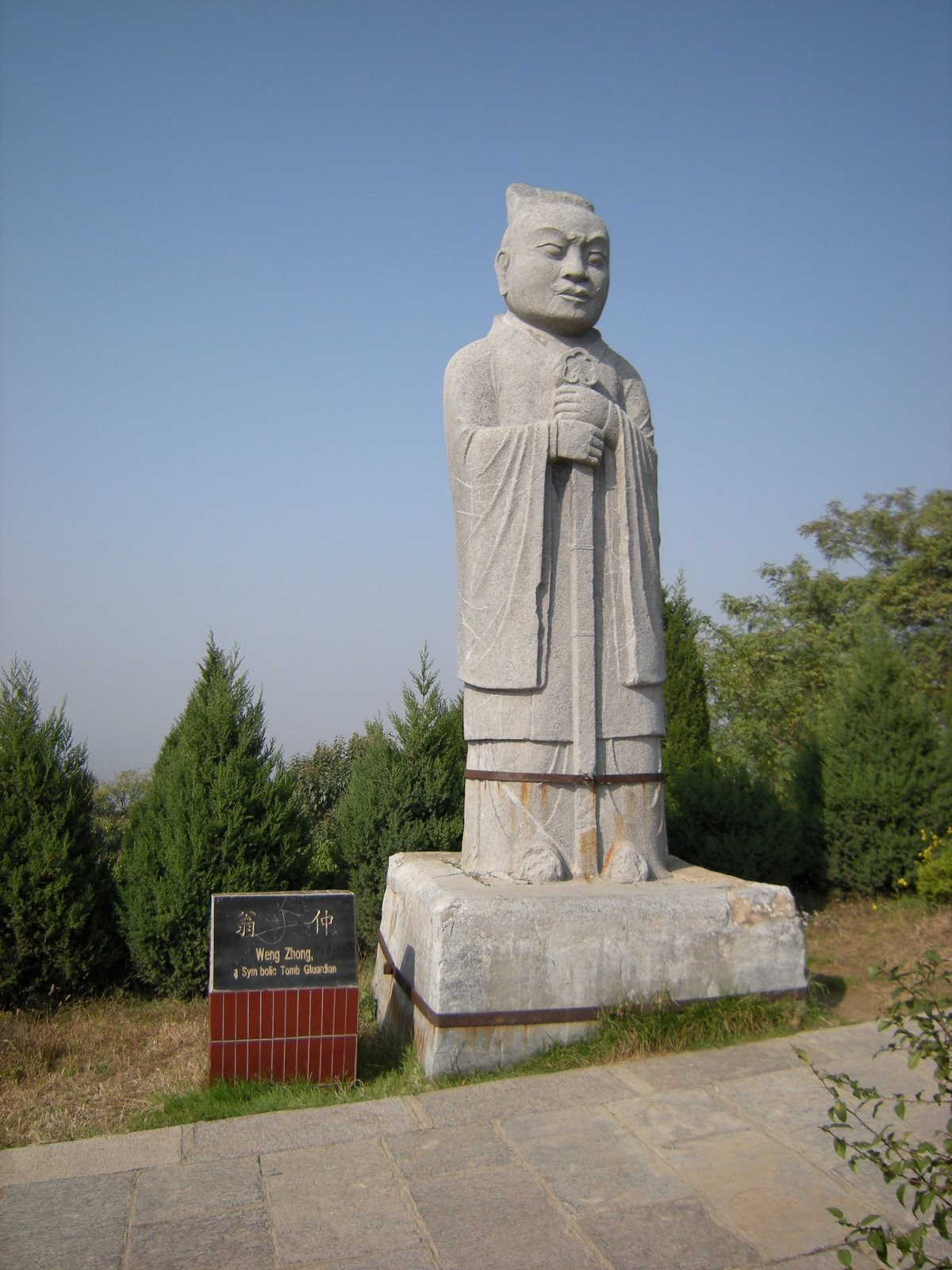
Uma pedra esculpida figura uma estátua guardiã do "Caminho dos Espíritos"

Estátuas de pedra de embaixadores estrangeiros, agora sem cabeça

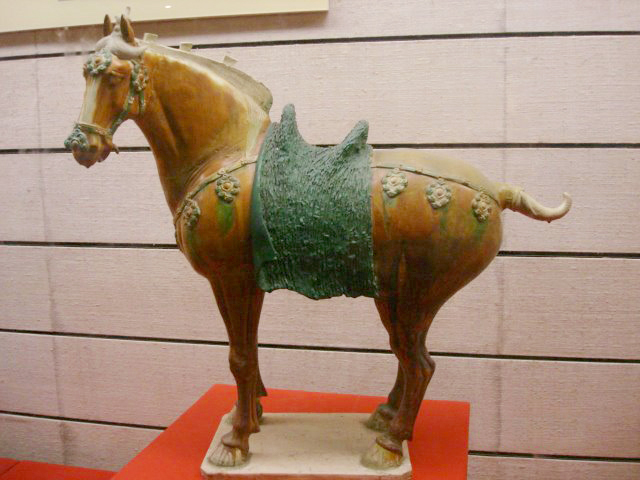
Uma estatueta de um cavalo sancai do túmulo de Li Chongrun, agora exposta no Museu de História de Shaanxi

O "Caminho dos Espíritos" que conduz ao mausoléu, é flanqueado de ambos os lados por estátuas de pedra, à semelhança do que acontece nos túmulos da Dinastia Song e túmulos da Dinastia Ming. As estátuas de Qianling figuram cavalos, cavalos-alados, cavalos com os palafreneiros, leões, avestruzes, oficiais e enviados estrangeiros. Em 620, o cã dos turcos ocidentais ofereceu uma avestruz à corte Tang, e o Reino Tushara presenteou outra em 650. Estas avestruzes serviram de modelo a Fénix tradicionais chinesas de Qianling esculpidas em relevo e datadas de c. 683. A historiadora Tonia Eckfeld afirma que a ênfase artística dos exóticos tributos estrangeiros das avestruzes do mausoléu, representa "um sinal da grandeza da China e do imperador chinês, e não dos estrangeiros que as ofereceram ou do local de onde vieram". Eckfeld afirma ainda que as 61 estátuas dos diplomatas estrangeiros esculpidas na década de 680 representam "o grande alcance do poder e prestígio internacional" da Dinastia Tang. Estas estátuas, atualmente sem as respetivas cabeças, representam os reais diplomatas estrangeiros que estavam presentes no funeral de Gaozong. A historiadora Angela Howard observa que ao longo dos "caminhos dos espíritos" dos túmulos anexos — como o de Li Xianhui — as estátuas são menores, de baixa qualidade artística, e menos numerosas que no "caminho dos espíritos" principal de Qianling que nos conduz às sepulturas de Gaozong e Wu Zetian. Para além das estátuas, existem também conjuntos de pilares em pedra octogonais destinados a afastar os maus espíritos. A 6,3 metros de altura, uma estela estratificada dedicada a Gaozong com uma inscrição que comemora as suas conquistas compõe também a passagem, a qual é ladeada pela estela de Wu Zetian, que não tem qualquer inscrição. Uma estela adicional foi erguida pelo imperador Qianlong sobre o túmulo principal (r  1735–1796) em meados da Dinastia Qing.

## Túmulos
As câmaras tumulares do imperador Gaozong e da imperatriz Wu encontram-se a grande profundidade no interior do monte Liang, um costume estabelecido pelo imperador Taizong de Tang (r. 626–649) com o seu sepultamento no monte Jiuzong. Dos 18 imperadores da Dinastia Tang, 14 destes possuíam montanhas naturais que serviram como mamoas para as suas tumbas. Apenas os membros da família imperial estavam autorizados a ter os seus próprios túmulos dentro de montanhas naturais; túmulos para oficiais e nobres consistiam em montículos artificiais e câmaras tumulares totalmente soterradas. Os filhos do imperador eram autorizados a ter montes tumulares truncados como seu local de sepultamento, enquanto que os oficiais estavam restringidos a usar pirâmides de forma cónica nas suas sepulturas. As pirâmides cónicas dos oficiais podiam ter um muro ao seu redor, mas apenas era permitido terem um portão, posicionado a sul. As tumbas anexas até agora escavadas em Qianling apresentam montes piramidais truncados acima das câmaras subterrâneas, as quais são abordadas através dos declives diagonais em rampa com as entradas ao nível do chão. Existem seis poços verticais para as rampas de cada uma das sepulturas que permitiam que bens fossem descidos para o interior dos nichos laterais das rampas.
O salão principal de cada um desses túmulos subterrâneos leva a duas câmaras fúnebres quadrangulares de tijolo conectadas por um pequeno corredor; estas câmaras possuem tectos abobadados. O túmulo de Li Xian possui portas feitas integralmente de pedra — um tipo de túmulo muito comum durante as dinastias Han e Jin Ocidental, que viria a estar em voga durante a Dinastia Qi do Norte. A porta de pedra do túmulo de Lou Rui de 570, assemelha-se muito às portas de pedra da Dinastia Tang, como a existente no túmulo de Li Xian.
Ao contrário de muitas outras tumbas da Dinastia Tang, os tesouros contidos nas câmaras dos imperadores do Mausoléu Qianling nunca foram roubados por ladrões de túmulos. Na verdade, só no túmulo de Li Chongrun, foram encontrados mais de mil artefactos de ouro, cobre, e estatuetas e potes sancai. No seu todo, os túmulos de Li Xian, Li Chongrun, e Li Xianhui continham mais de 4 300 artefactos fúnebres quando desenterrados pelos arqueólogos. Todavia, os túmulos anexos do mausoléu acabaram entretanto por ser invadidos pelos ladrões de túmulos. Entre as figuras de cerâmica descobertas no túmulo de Li Chongrun estavam presentes cavalos banhados a ouro carregando soldados armados e com armaduras, cavaleiros a tocar flauta ou trompete, e ainda alguns a acenar com os seus chicotes com que instigavam os seus cavalos. Das esculturas de cerâmica encontradas no túmulo de Li Xian fazem parte figuras de autoridades civis, guerreiros e feras que protegiam os túmulos, todas elas com mais de um metro de altura.

## Murais

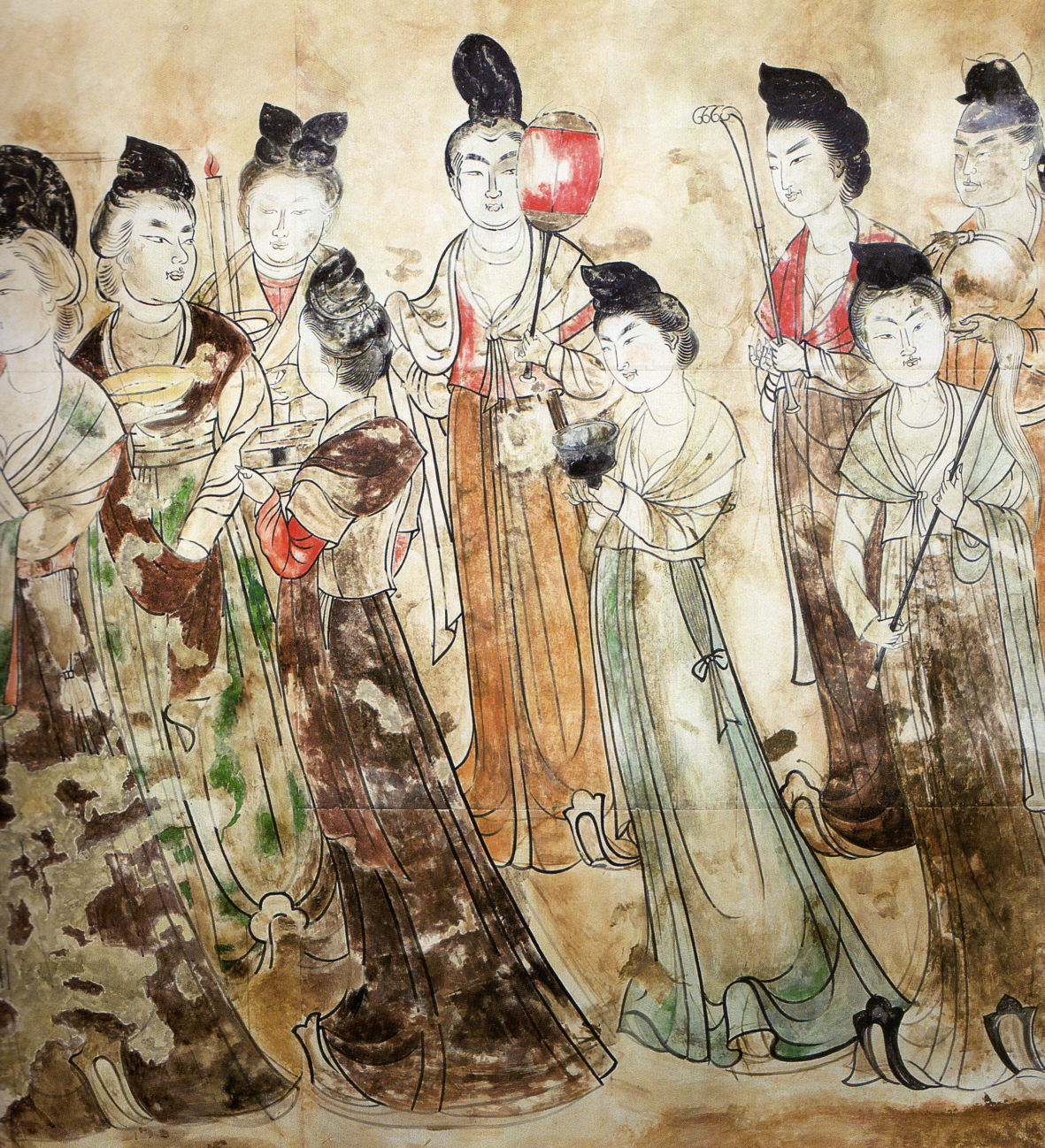
Damas da corte Tang representadas num mural do túmulo da princesa Li Xianhui. Os verdadeiros murais da tumba de Li Xianhui foram substituídos por réplicas, encontrando-se os originais no Museu de História de Shaanxi por forma a melhor garantir a sua preservação.

Os túmulos até agora escavados, de Li Xian, Li Chongrun e Li Xianhui, possuem vários poços de entrada e câmaras em arco e os interiores são decorados com pinturas murais. A historiadora Mary H. Fong afirma que os murais nos compartimentos subterrâneos das tumbas de Li Xián, Li Chongrun e Li Xianhui foram realizados por decoradores de túmulos anónimos, mas profissionais, e não por pintores de rolos da corte famosos. Embora se trate fundamentalmente de arte tumular, Fong afirma que esses murais da era Tang são "referências extremamente necessárias" devido à escassez de descrições sobre pintura em documentos da Dinastia Tang, tal como o Tang Chao minghua lu ("Célebres pintores da Dinastia Tang") de Zhu Jingxuan, que remonta do ano de 840, e o Lidai Minghua ji ("Um registo de famosos pintores das sucessivas dinastias") da autoria de Zhang Yanyuan em 847. Fong afirma ainda que a habilidade tida para retratar "animações em consonância com o espírito" ou pelo conhecido princípio do qiyun shendong — uma crítica de arte associada a renomados pintores como Yan Liben, Zhou Fang e Chen Hong — foi conseguida pelos pintores desconhecidos dos túmulos Tang.
Outra importante característica presente nos murais da tumba está na representação da arquitetura. Embora existam vários exemplos de pagodes chineses para análise por parte dos historiadores de arquitetura, existem apenas seis salões de madeira remanescentes dos séculos VIII e IX. Dos grandes palácios da capital Tang em Changan, apenas resistiram as fundações em taipa. No entanto, os historiadores têm sugerido que algumas das cenas murais sobre a arquitetura de madeira no túmulo de Li Chongrun em Qianling podem tratar-se de representações do Palácio do Leste, residência do príncipe herdeiro durante a Dinastia Tang. Segundo o historiador Fu Xinian, não só os murais da tumba de Li Chongrun são representações de edifícios da capital Tang, como "o número de câmaras subterrâneas, poços de ventilação, compartimentos e entradas de ar têm sido vistas como indicadores do número de pátios, salões principais, salas e corredores das residências dos ocupantes do túmulo quando estavam vivos". Tanto o salão subterrâneo que é acessado através de uma rampa que conduz ao túmulo de Li Chongrun, como o portão de entrada para a câmara frontal, possuem murais de múltiplos corpos nas torres que da portaria semelhantes àqueles cujas fundações sobreviveram na antiga Changan.
Na sua obra Chronicle of the Chinese Emperors, de 1998, Ann Paludan, investigadora da Universidade de Durham, providenciou as legendas para as imagens do Mausoléu de Qianling que se seguem:
|  |  |  |  |

- Figura 1 —  "Neste mural embaixadores estrangeiros são recebidos na corte. As duas figuras elegantemente trajadas à direita são da Coreia, a figura de cabeça destapada e um grande nariz, no centro, é um emissário do oeste. Mural do túmulo de Li Xian, Qianling, Shaanxi, 706."[34] Porém, na verdade, apenas a segunda figura da direita é coreana.[35]
- Figura 2 — "Um grupo de senhoras do palácio nos jardins, enquanto um poupa voa". Mural do túmulo do sexto filho de Gaozong, Li Xian, Qianling, Shaanxi, 706."[36]
- Figura 3 — "Murais do início do século VIII no túmulo do príncipe Yide transmite a ideia da magnificência das muralhas da cidade de Changan com o seu imponente portão e torre albarrã."[37]
- Figura 4 — "Um grupo de eunucos. Mural do túmulo do príncipe Zhanghuai, 706, Qianling, Shaanxi."[38]